# 北アイルランドの旗

北アイルランド議会の旗

「北アイルランドの旗」では、北アイルランドの現在および過去の公式旗その他の旗について記す。

## 概要

聖パトリック斜め十字は、イギリス政府によって北アイルランドを表わすために使われることがある。

北アイルランドは、1972年に北アイルランド議会（旧議会）が停止し1973年に廃止されて以降、政府が認定した独自の旗を有していない。公式行事の際、イギリス政府はユニオンフラッグを使用する。ユニオンフラッグはグレートブリテン及び北アイルランド連合王国の公式旗であり、北アイルランド政府によって使用される唯一の旗である。
聖パトリック斜め十字は、イギリスのその他のカントリーと一緒に北アイルランドを表わすために政府によって使用されることがあり、北アイルランド警察庁のバッジの中央部装飾である。アルスター・バナーはユニオニストや北アイルランドの多数のスポーツ機関、ユニオニストの支配下にある一部の地方政府当局によって使用され続けている。
聖パトリック斜め十字もアルスター・バナーも北アイルランドの政府庁舎では掲げられていない。

## 北アイルランド政府の旗（1924年-1972年）

アルスター・バナー (1924年–1953年)

アルスター・バナー(1953年–1972年)

アルスター地方9州の旗はアルスター・バナーの基となっている。

「アルスター・バナー（Ulster banner）」は、1924年から1972年まで、北アイルランド政府を表わすために使用された公式旗であった。「赤い手の旗」あるいは「アルスター・フラッグ（Ulster Flag、アイルランドのアルスター地方の旗とは別）」とも呼ばれる。アルスター・バナーは事実上の公用旗であり、その他のイギリスの旗と共通して、いかなる法定地位も法律によって定められていなかった。
1924年、北アイルランド政府は王室御用達許可証によって紋章（北アイルランドの紋章）を与えられ、旗あるいはバナーにこれらの紋章を掲示する権利を有していた。この権利は1953年の戴冠式のために使われた。1953年から1972年までの間、この旗は北アイルランド政府の紋章でもあった。北アイルランド紛争が激化していた1972年に北アイルランド議会が停止され、1973年にイギリス政府によって解散されたのに伴って旗は公的地位を失い、1998年のベルファスト合意で議会自治か復活して以降も、北アイルランド政府の公式な旗は設けられなかった。しかし、現在でも国際レベルのスポーツにおいては、北アイルランドを代表する旗として用いられることがある。
この旗はイングランドの旗およびアルスター州の旗に基づいている。アルスター州の旗と同様に、中央にアルスターの赤い手が含まれている。星の頂点の数は北アイルランドを形作る6つの州を表わしている。

## 公的使用
北アイルランドの公共団体による旗の掲揚には様々な慣例がある。2000年旗制限（北アイルランド）令は、議事堂や州庁舎を含む規定された政府の建物は、規定された祝日（例えばエリザベス2世女王の公式誕生日）にユニオンフラッグを掲揚することと定められている。
また、イギリス君主が政府の建物を訪問する際には、王旗を掲揚するものとし、ユニオンフラッグを掲揚してもよいとされている。他国の国家元首が訪問する際には、ユニオンフラッグおよび訪問者の国旗を掲揚してもよい、とされている。2本の旗用ポールがある場所では、ヨーロッパの日にユニオンフラッグと共に欧州旗を掲揚しなければならない。また、明確に許可された旗を除いては、関連の建物に掲揚してはならないと定められている。
北アイルランドのその他の公共団体に対しては他の規制が存在する。北アイルランド警察庁による旗の使用は、2002年警察記章および旗規制（北アイルランド）令によって管理されており、警察庁自身の旗以外は用いてはならないと定められている。

### 地方自治体
旗の掲揚に関連した法律は地方議会の建物には適用されず、地方議会は様々な関連に従って旗の掲揚を行っている。
2004年、ベルファスト市議会は旗の掲揚に関する調査を依頼した。ここでは、多くの北アイルランドの地方政府によってユニオンフラッグと共にアルスター・バナーが掲げられていると記されていた。

## 旗の掲揚

アイルランドの三色旗は統一アイルランドを支持する北アイルランドのナショナリストによって掲げられる。

北アイルランドにおいて、ユニオニストおよびナショナリストコミュニティーそれぞれの一部の者たちは政治的忠誠心を公表し、縄張りに印を付けるために旗を使用している。ユニオニストやロイヤリストは、連合への支持や北アイルランドへの忠誠を示すためにユニオンフラッグやアルスター・バナーを掲揚する。ナショナリストや共和主義者は統一アイルランドへの支持を示すためにアイルランドの三色旗を掲げる。アイルランドの三色旗はカトリック（緑色）とプロテスタント（オレンジ色）との間の平和（白色）を象徴することを目的としている。
スポーツにおいては、アルスター・バナーがコモンウェルスゲームズの開会式において北アイルランドチームによって掲げられる。また、サッカー北アイルランド代表のサポーターによっても定期的に掲げられている。

### 和平プロセス

ユニオンジャックは、北アイルランドの一部の政府庁舎において指定日に掲げられる。ユニオンジャック中で北アイルランドは聖パトリック斜め十字で表わされている。

1998年のベルファスト合意の後、旗は北アイルランドにおける不一致の源であり続けている。ベルファスト合意では、
全ての参加者は公的目的に対するシンボルや記章の使用の配慮、そして特にこういったシンボルや記章が分断ではなく相互尊重を促進するやり方で使われることを補償するための新たな機関の必要性を認める。
と記されている。
ナショナリストは、公的目的でのユニオンフラッグに使用は制限されなければならない、あるいは政府庁舎にはユニオンフラッグと共にアイルランド三色旗が掲げられなければならない、と主張するためにこの部分を示す。権限が移譲された北アイルランド政府におけるシン・フェイン党の大臣らはそれぞれの管轄する省庁の建物においてユニオンフラッグを掲揚しないよう指示した。しかしこの権限は上述したように2000年の旗規制（北アイルランド）令のため大臣から取り上げられた。
ベルファスト合意の全ての調印者は、「一致の原理」（すなわち多数が投票しない限りは北アイルランドの法的地位は今後変更されない）の受諾をも宣言している。

## 聖パトリック斜め十字

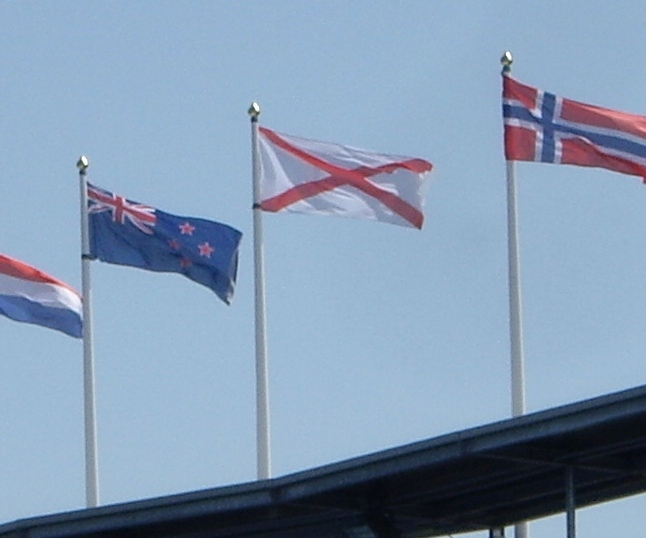
2011年のロイヤル・エディンバラ・ミリタリー・タトゥーにおいて掲げられた聖パトリック斜め十字

白地に赤色のサルタイアー（斜め十字）からなる聖パトリック旗は、聖パトリック勲章において1783年から使用されていた。1800年合同法の後、新たなグレートブリテン及びアイルランド連合王国におけるアイルランドを表わすために聖パトリック十字がグレートブリテン王国の前国旗に加えられた。聖パトリック旗は北アイルランドを表わすために非公式に使用されることがある。1986年、ロンドンへ国賓を迎えす際の政府の方針は、聖ジョージ十字、聖アンドルー十字、聖パトリック十字、ウェールズの竜の旗を掲げるというものであった。政府は聖パトリック十字やアルスター・バナーではなく、ユニオンフラッグが北アイルランドの旗であると明確にした。2008年、David McNarryはイングランドやスコットランド、ウェールズのナンバープレートで許されている旗と同様に北アイルランドのナンバープレートにおいても旗の使用が許されるべきであると提案した。
2012年、エリザベス2世即位60周年式典におけるテムズ川水上パレードの間、王室御座船グロリアーナは、北アイルランドを示す聖パトリック十字を含む、イギリスの4つの「ホームネイションズ」を示す旗を掲げた。